# Phthinia spinosa
Phthinia spinosa är en tvåvingeart som beskrevs av Mitsuhiro Sasakawa 1961. Phthinia spinosa ingår i släktet Phthinia och familjen svampmyggor. Inga underarter finns listade i Catalogue of Life.